# 야마자키 린
야마자키 린(일본어: 山崎 倫, 2003년 5월 20일~)는 일본의 축구 선수이다.

## 구단 경력
그는 2022년 J2리그의 오미야 아르디자에 입단했다. 2023년후 J3리그에 강등했다. 2024년까지 16경기에 출전하여, 1득점을 넣었다. 2025년 가고시마 유나이티드 FC로 이적했다.